# Jeong Yeong-ho
Jeong Yeong-ho (kor. 정 영호; ur. 13 lipca 1982) – południowokoreański zapaśnik w stylu wolnym. Dwukrotny olimpijczyk. Siódmy w Atenach 2004 w kategorii 60 kg. Siedemnasty w Pekinie 2008 w wadze 66 kg.
Czterokrotny uczestnik mistrzostw świata, siedemnasty w 2015. Brązowy medalista mistrzostw Azji w 2004 i 2007. Trzeci na igrzyskach wojskowych w 2007. Złoty medalista uniwersyteckich (w 2002) i wojskowych (w 2008) mistrzostw świata.